# Phó Chánh án Tòa án nhân dân cấp huyện (Việt Nam)
Phó Chánh án Tòa án nhân dân huyện, quận, thị xã, thành phố thuộc tỉnh và tương đương ở Việt Nam do Chánh án Tòa án nhân dân tối cao bổ nhiệm, miễn nhiệm, cách chức. Nhiệm kỳ của Phó Chánh án Tòa án nhân dân huyện, quận, thị xã, thành phố thuộc tỉnh và tương đương là 5 năm, kể từ ngày được bổ nhiệm. Phó Chánh án Tòa án nhân dân huyện, quận, thị xã, thành phố thuộc tỉnh và tương đương giúp Chánh án thực hiện nhiệm vụ theo sự phân công của Chánh án. Khi Chánh án vắng mặt, một Phó Chánh án được Chánh án ủy nhiệm lãnh đạo công tác của Tòa án. Phó Chánh án chịu trách nhiệm trước Chánh án về nhiệm vụ được giao, thực hiện nhiệm vụ, quyền hạn theo quy định của luật tố tụng.